# Russólacos
Russólacos (em grego: Ρουσσόλακκος; romaniz.: Roussólakkos) foi uma importante cidade minoica, localizada próxima de Palecastro, em Creta. É a única cidade minoica que sobreviveu intacta. Esteve em uso do Minoano Antigo II ao Minoano Recente IIIB, no entanto havia sido destruída no século XVII a.C. e posteriormente reconstruída. Seu porto, assentamentos periféricos, santuários e pedreiras estão preservados em sedimentos que se acumularam ao longo de mais de 2000 anos. Um templo de Zeus foi construído nas proximidades do promontório Elaia. Casas e ruas minoicas, e as oferendas do templo grego de Zeus Dicteu foram escavadas no sítio.
Os primeiros registros escritos que documentam o culto de Zeus Dicteu em Russólacos vem do grego micênico Linear B encontrado em arquivos em Cnossos que datam do final da Idade do Bronze cretense (ca. 1 300 a.C.), contudo, arte sacra e arquitetura datadas de todos os períodos tem sido encontradas, sugerindo que o local era sagrado ao longo de sua história. Entre os artefatos mais bonitos, que atestam ao culto de Zeus Dicteu é uma única estatueta de ouro e marfim do deus feita em cerca de 1 500 a.C.

## Arqueologia
Russólacos foi primeiro escavada de 1902-1906 por Robert C. Bosanquet e R. M. Dawkins da Escola Britânica de Arqueologia de Atenas. O trabalho foi continuado por L. H. Sackett e M. R. Popham em 1962-1963, e atualmente é dirigido por J. A. MacGillivray, L. H. Sackett e J. M. Driessen desde 1983.
Logo ao sul de Russólacos está o Monte Petsophas, um santuário de pico que provavelmente tenha sido associado com a cidade. Inscrições em Linear A oferecidas em tabletes de Petsophas são designadas como PK para Palaikastro por Godart e Olivier.

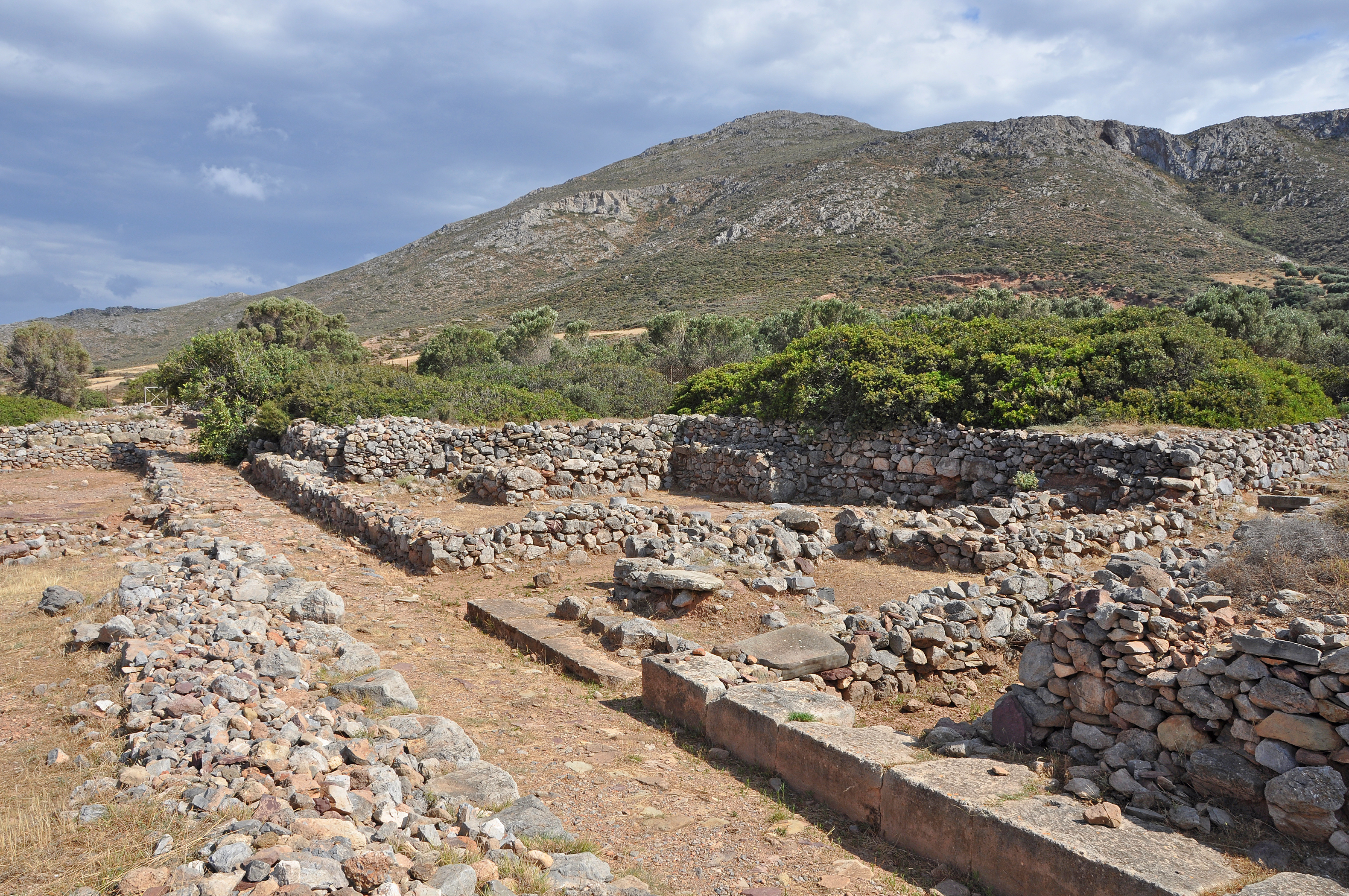
Sítio minoico de Russólacos.

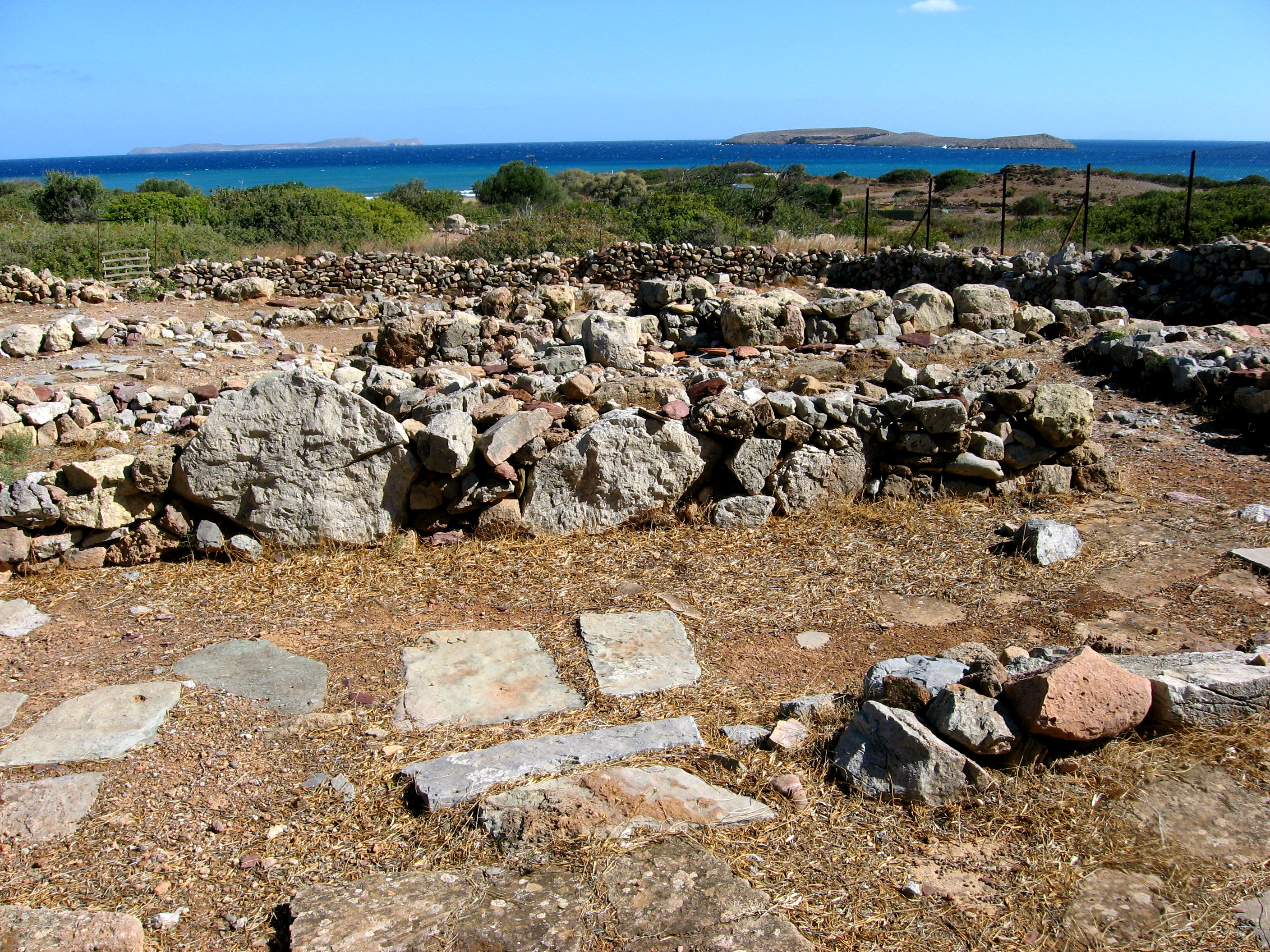
Sítio minoico de Russólacos.